# IC 4485
IC 4485 ist eine Balken-Spiralgalaxie vom Hubble-Typ SBb im Sternbild Bärenhüter am Nordsternhimmel. Sie ist rund 618 Millionen Lichtjahre von der Milchstraße entfernt.
Entdeckt wurde das Objekt am 8. Juli 1896 von Stéphane Javelle.